# Новокопилово (Первомайський район)
Новокопило́во (рос. Новокопылово) — село у складі Первомайського району Алтайського краю, Росія. Входить до складу Жилинської сільської ради.

## Населення
Населення — 165 осіб (2010; 181 у 2002).
Національний склад (станом на 2002 рік):
- росіяни — 97 %